# Перса Босанац
Перса Босанац (Ћералије, код Подравске Слатине, 12. јул 1922 — Сирач, код Бјеловара, 13. јун 1943) била је учесница Народноослободилачке борбе и народни херој Југославије.

## Биографија
Рођена је 12. јула 1922. године у селу Ћералије код Подравске Слатине. Потиче из сиромашне сељачке породице. После завршене основне школе, остала је на селу и бавила се кућним и земљорадничким пословима.
Од самог почетка устанка, читава њена породица је помагала Народноослободилачки покрет (НОП). Њен отац Лука погинуо је од непријатељске нагазне мине. Перса је најпре учествовала у припреми устанка, а потом је помагала Народноослободилачки покрет радом у позадини. У партизане је отишла, на лично инсистирање, 18. јануара 1943. године и постала борац Седамнесте славонске ударне бригаде. Са бригадом је учествовала у многим борбама: за Воћин, Подравску Слатину, Ђуловац, Гарешницу, Вировитицу и другим акцијама. Убрзо је, због показане храбрости, постала десетар Прве чете Другог батаљона.
Приликом партизанског напада на Сирач, 13. јуна 1943. године, погинуо је партизански пушкомитраљезац. У жељи да спасе пушкомитраљез, Перса се, под непријатељском ватром, пробила до погинулог партизана. Када се подигла из заклона да баци бомбу, смртно је погодио непријатељски метак. Поред Персе, током борби за Сирач, погинуло је још 27 партизана, а 63 их је било рањено.
Указом Президијума Народне скупштине ФНР Југославије 23. јула 1952. проглашена је за народног хероја.